# Старопорубёжское муниципальное образование
Старопорубёжское муниципальное образование — сельское поселение в Пугачёвском районе Саратовской области Российской Федерации.
Административный центр — село Старая Порубёжка.

## История
Статус и границы сельского поселения установлены Законом Саратовской области от 27 декабря 2004 года № 89-ЗСО «О муниципальных образованиях, входящих в состав Пугачёвского муниципального района».

## Население
| 2010  | 2011  | 2012  | 2013  | 2014  | 2015  | 2016  |
| ----- | ----- | ----- | ----- | ----- | ----- | ----- |
| 1944  | ↘1935 | ↘1921 | ↘1892 | ↘1858 | ↘1827 | ↘1809 |
| 2017  | 2018  | 2019  | 2020  | 2021  |       |       |
| ↘1792 | ↘1763 | ↘1726 | ↘1672 | ↘1332 |       |       |

## Состав сельского поселения
| № | Населённый пункт | Тип населённого пункта       | Население |
| - | ---------------- | ---------------------------- | --------- |
| 1 | Камелик          | село                         | ↘565      |
| 2 | Орошаемый        | посёлок                      | ↘77       |
| 3 | Старая Порубёжка | село, административный центр | ↘1250     |
| 4 | Степной          | посёлок                      | ↘52       |